# El Negro
El Negro est le nom artistique du chanteur de flamenco espagnol José de los Reyes Santos né à El Puerto de Santa María en 1905.